# (You Gotta) Fight for Your Right (to Party)
(You Gotta) Fight for Your Right (to Party) (dovete lottare per il vostro diritto di festeggiare) fu il quarto singolo dei Beastie Boys ad estratto dal loro album del 1986 Licensed to Ill, che li portò alla notorietà. Il singolo fu il primo successo hip hop portato alla ribalta da un gruppo di ragazzi bianchi, ed è rimasto uno dei pezzi più noti del gruppo. Raggiunse il 7º posto nella Billboard 100 e fu inserito nella The Rock and Roll Hall of Fame's 500 Songs that Shaped Rock and Roll. I Beastie Boys inclusero il pezzo in due greatest hits, The Sounds of Science del 1999 e Solid Gold Hits del 2005.

## Storia
Ironicamente la canzone, il cui testo era inteso come parodia delle canzoni da party, come Smokin' In the Boys Room e I Wanna Rock, fu recepita da una parte considerevole dell'audience come seria. Mike D ebbe modo di affermare: 
(Mike D)
I riff di chitarra e il solo furono suonati da Kerry King, chitarrista degli Slayer.
Nonostante la canzone sia probabilmente la più famosa del gruppo, i Beastie Boys ne hanno preso le distanze. Nelle note di copertina di The Sounds of Science, MCA afferma scherzosamente che la canzone "fa schifo", ammettendo però che senza di essa l'album sarebbe stato incompleto. Il pezzo non viene proposto dal vivo dal 1987.

## Classifiche
| Classifica (1987) | Posizione massima |
| ----------------- | ----------------- |
| Australia         | 37                |
| Canada            | 7                 |
| Germania          | 25                |
| Nuova Zelanda     | 17                |
| Paesi Bassi       | 10                |
| Regno Unito       | 11                |
| Stati Uniti       | 7                 |